# Ron Lalá
Ron Lalá es una compañía española de teatro y humor con música en directo. Sus obras proponen un trabajo colectivo en el que sus componentes combinan música y textos originales sobre diversos temas, desde la actualidad a obras clásicas de la literatura, con un lenguaje escénico propio a menudo basado en el humor crítico y satírico.

## Historia
La compañía fue fundada en Madrid en 1996 y su logotipo es un limón con alas, en referencia a su obra Si dentro de un limón metes un gorrión el limón vuela. Tras una primera etapa de poesía y música en formato de café teatro, Ron Lalá pasó a representar sus espectáculos teatrales por España y diversos países de América. En febrero de 2016 actuaron por primera vez en Asia, concretamente en Nueva Delhi (India), dentro del Bharat Rang Mahotsav International Theatre Festival y con la colaboración del Instituto Cervantes, con la obra En un lugar del Quijote.
Sus miembros fundadores son Álvaro Tato y Cristian Garma, a ellos se unieron más tarde Juan Cañas, Rodrigo Díaz y Miguel Magdalena, entre otros. Sus inicios se produjeron en el ambiente de jóvenes artistas del IES Ramiro de Maeztu (Madrid) y sus primeras actuaciones se desarrollaron en universidades, centros educativos, salas de conciertos y otras salas de Madrid. A partir de 1998 algunos de sus componentes, Juan, Rodrigo, Miguel y Álvaro, adoptaron el nombre de “rondaleros”, ya que contaban con un estilo “rondalero” propio, realizaron un ciclo de actuaciones en el Café Libertad 8. En la búsqueda de nuevos formatos escénicos crearon en 2001 el cabaret de títeres Los Titirinotas y la primera versión del musical pedagógico infantil ¡Shhh! La amenaza del Rey del Silencio. En 2001 se incorporó Yayo Cáceres como director. En 2002 estrenaron la obra que da imagen a su logotipo (un limón con alas): Si dentro de un limón metes un gorrión el limón vuela (2002). Un año más tarde, en 2003, representaron la versión definitiva de ¡Shhh!. Otras incorporaciones importantes fueron las de Iñigo Echevarría y Daniel Rovalher.
El gran salto al mundo profesional para esta compañía se produjo a partir del montaje Mi misterio del interior (2005), finalista del Premio de Teatro Mayte, y fruto del encuentro con Emilia Yagüe (coproductora, distribuidora, mánager). Tras tres temporadas en el teatro Alfil de Madrid realizaron una gira nacional seguida de otra internacional por Chile y Colombia.
Fueron también finalistas del Premio Max espectáculo revelación, con Mundo y final (2008). Ñaque Editores publicó el libro disco del espectáculo y en 2010 se estrenó Ron Lalá Directo, un concierto que repasaba las canciones de la compañía. Con TIME al tiempo (2011) Yayo Cáceres obtuvo el premio al mejor director con el Premio del Público y la mención especial del jurado en el Certamen Garnacha (La Rioja). Se produjeron nuevas incorporaciones al equipo artístico con Miguel Ángel Camacho (diseño de iluminación), Tatiana de Sarabia (diseño de vestuario) y David Ruiz (diseño gráfico y audiovisuales). Con Siglo de Oro, siglo de ahora. Folía (2012) se inició la trilogía clásica, que prolongaron En un lugar del Quijote (2013) y Cervantina, Premio Max Mejor Espectáculo Musical en 2015, ambas coproducidas por la Compañía Nacional de Teatro Clásico. En 2018 estrenaron Crimen y telón en 2018, que repasa la historia del teatro a partir de un futuro distópico. A mediados de 2019 presentaron una nueva coproducción con la Compañía Nacional de Teatro Clásico titulada Andanzas y entremeses de Juan Rana que se estrenó el 14 de febrero de 2020 en el teatro de la comedia.

## Espectáculos
Por orden cronológico, estos han sido los espectáculos de la compañía: 
- Si dentro de un limón metes un gorrión el limón vuela (2002). Primer Premio Certamen de Teatro Queen, Madrid, 2003; Primer Premio VII Certamen de Teatro de Arnedo, La Rioja, 2004; Primer Premio Festival de Teatro Radio City, Valencia, 2004.[11]

- ¡Shhh! La amenaza del Rey del Silencio (2003), musical pedagógico infantil. Temporada en la Sala Triángulo de Madrid.

- Mi misterio del interior (2005), nominado al Premio Nacional de Teatro Mayte 2006. Tres temporadas en el Teatro Alfil de Madrid y gira por España, Chile y Argentina.[12][13]

- Mundo y final (2008).[14][15][16] Finalista Premio Max Espectáculo Revelación 2009. Dos temporadas en Madrid (Teatro Alfil, Teatro Alcázar), Valencia (Teatre El Musical) y Zaragoza (Teatro del Mercado). Gira por España, Argentina, Paraguay, Perú, Chile y República Dominicana. Librodisco Mundo y final publicado por la editorial Ñaque (2009).[17]

- Ron Lalá Directo (2010). Temporada en el Pequeño Teatro Gran Vía (Madrid).

- TIME al tiempo (2011).[18][19] Temporadas: junio a septiembre de 2011 y marzo a mayo de 2012 en el Teatro Alfil de Madrid, noviembre de 2011 en Teatre Flumen (Valencia) y gira nacional 2011-2012.

- Siglo de Oro, siglo de ahora (Folía) (2012). Premio Max 2013 Mejor Empresa/Producción Privada de Artes Escénicas. Premio del Público Festival Olmedo Clásico 2013. Premio del Público FIOT 2013. Finalista Premio Max Mejor Musical 2013. Finalista Premio de Teatro Valle-Inclán 2013. Gira por España, Miami (EE. UU.), Nicaragua y Honduras. Temporada en Teatros del Canal (Madrid) y Teatre Poliorama (Barcelona). Estreno en el Corral de Comedias de Alcalá de Henares, Festival Clásicos en Alcalá, junio de 2012. Temporada en los Teatros del Canal de octubre a noviembre de 2012.[20][21] Ron Lalá realizó una adaptación de esta obra para el público juvenil titulada Esos locos barrocos.[22]

- En un lugar del Quijote (2013). Coproducción Compañía nacional de Teatro Clásico y Ron Lalá.[4][23][24]

- Cervantina (2015). Coproducción con la Compañía nacional de Teatro Clásico.[25][26] Aproximación a la obra conjunta de Miguel de Cervantes, con fragmentos de El celoso extremeño, El coloquio de los perros, El hospital de los podridos, El licenciado Vidriera, El retablo de las maravillas, Don Quijote de la Mancha, El viejo celoso, La Galatea, La gitanilla, Novelas ejemplares, Persiles y Segismunda, Rinconete y Cortadillo y Viaje del Parnaso.[25][27]

- Crimen y telón (2017). Estreno el 21 de diciembre de 2017 en la sala Guirau del Teatro Fernán Gómez de Madrid.[28]

- Andanzas y entremeses de Juan Rana (2020). Una nueva coproducción con la Compañía Nacional de Teatro Clásico que se estrenó el 14 de febrero de 2020 en el Teatro de la Comedia de Madrid, acerca de la vida y carrera de un importante cómico del Siglo de Oro.[10]
- Villa y Marte (2022). Se representó en el teatro liceo de Salamanca el 30 de septiembre de 2022.[29]

Otros
- Ojos de agua (2014). Monólogo basado en La Celestina de Fernando de Rojas con dirección de Yayo Cáceres, dramaturgia de Álvaro Tato y protagonizado por Charo López. Coproducción de Ron Lalá, Galo Film, Emilia Yagüe Producciones y SEDA con la colaboración del Festival de Teatro Clásico de Almagro, estrenado en el Real Coliseo Carlos III de El Escorial y en gira nacional durante 2015.[28]

## Componentes

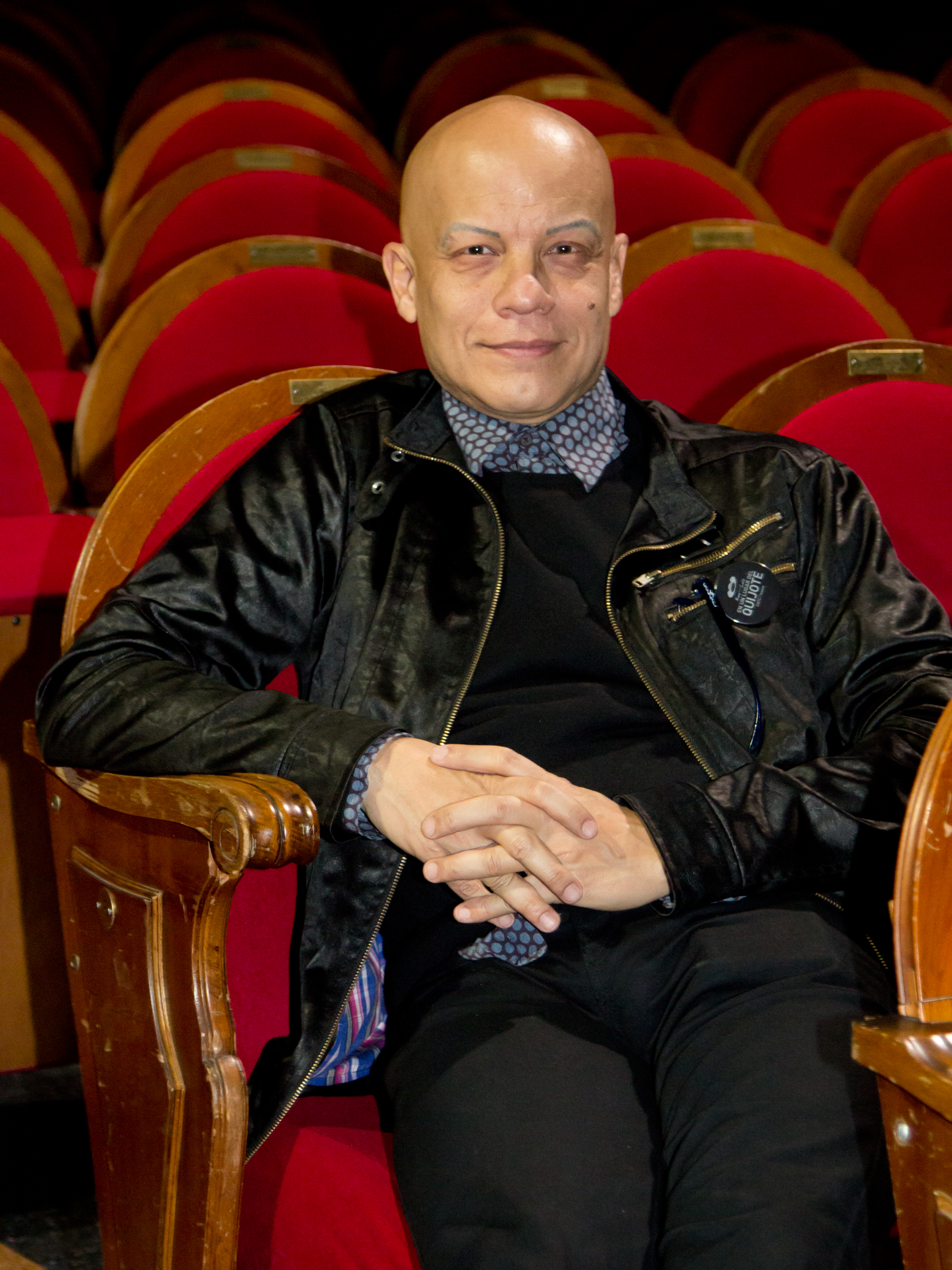
Yayo Cáceres, director de la compañía.

La compañía Ron Lalá está conformada por seis miembros, llamados coloquialmente "ronlaleros":
- Yayo Cáceres (Curuzú Cuatiá, Corrientes, Argentina; 1965). Director de Ron Lalá. Es actor, ensayista, músico, autor y compositor.[30] Ha sido premiado con los premios a Mejor Actor y a la Mejor Música de la Secretaría de Cultura de la Provincia de Buenos Aires por La revolución que no fue (2000) y con el Premio Estrella de Mar de Mar del Plata al Mejor Actor de Reparto por Los diez días de Erdosain (2000).[31]

- Juan Cañas (Lomas de Zamora, Buenos Aires, Argentina; 1976). Músico, actor y compositor. Tiene además formación como actor de doblaje. Entre 2004 y 2007 participó como actor con las compañías Yllana e Imprebís.[32]

- Íñigo Echevarría (Bilbao, 1975). Actor y productor. Estudió en el Taller de Creación, Improvisación y Movimiento de María del Mar Navarro (Jacques LeCoq) y Andrés Hernández (Roy Hart Theater). Ha trabajado en montajes de teatro clásico y ha colaborado en cortometrajes y películas.[33]

- Miguel Magdalena (Madrid, 1978): Músico. Su formación musical incluye guitarra, flamenco, jazz y armonía moderna. Como compositor y guitarrista ha formado parte de diversos conjuntos, grabaciones, obras de teatro y cortometrajes.[34]

- Daniel Rovalher (Madrid, 1979). Actor, músico y cantante. Estudió Interpretación, Música y Canto y Teatro de Calle. Como actor, ha participado en espectáculos (como Yerma de Federico García Lorca por Juan Bayona) cortometrajes y spots publicitarios. Participa como actor desde 1987 en El Motín de Aranjuez con Francisco Carrillo. Ha sido compositor, vocalista e instrumentista en varios conjuntos y montajes teatrales.[35]

- Álvaro Tato (Madrid, 1978). Escritor, actor y dramaturgo. Ha realizado las versiones de El castigo sin venganza de Lope de Vega (Compañía Nacional de Teatro Clásico, 2018; dir. Helena Pimenta), El banquete (Théâtre National de Bourdeaux en Aquitaine/CNTC), La dama duende de Calderón de la Barca (Compañía Nacional de Teatro Clásico, 2017), El perro del hortelano de Lope de Vega (CNTC, 2016) y El alcalde de Zalamea de Calderón de la Barca (CNTC, 2015; candidato al Premio Max 2015 Mejor Versión/Adaptación Teatral) y ha escrito espectáculos como Nacida sombra (2017), Zarzuela en danza (Teatro de la Zarzuela, 2017). Además, ha publicado libros, coordinado revistas y antologías literarias y obtenido premios de poesía, teatro y narrativa.[36]

- Jefe de producción: Martín Vaamonde.
- Antiguos miembros de Ron Lalá: Christian Garma (de 1996 a 1997), Rodrigo Díaz (de 1996 a 2003) y Florencia Saraví (ayudante de dirección, de 2005 a 2011).

## Palmarés
- 2022 Premio Fuente de Castalia de Clásicos en Alcalá - Festival Iberoamericano del Siglo de Oro de la Comunidad de Madrid[37][38]
- 2018 Premios José Estruch (Teatro Principal de Alicante) Mejor Espectáculo y Mejor Director (Yayo Cáceres) por Cervantina
- 2017 Premio Max Mejor Espectáculo Musical (Cervantina)
- 2017 Finalistas Premio Max Mejor Adaptación (Cervantina)
- 2017 Finalista Premio Max Mejor Actor de Reparto (Álvaro Tato) por Cervantina
- 2016 Premio del Público FIOT Carballo (Cervantina)
- 2015 Finalistas Premio Max Mejor Espectáculo Musical (En un lugar del Quijote)
- 2015 Premio del Público Festival Olmedo Clásico 2015 (En un lugar del Quijote) y 2013 (Siglo de Oro…)
- 2015 Premio del Público Festival de Cartaya 2015 (En un lugar del Quijote)
- 2014 Premio del Público Festival Ribadavia (En un lugar del Quijote)
- 2014 Premio del Público Teatro Rojas de Toledo (En un lugar del Quijote)
- 2014 Premio Ceres (Festival de Mérida) Mejor Vestuario (Tatiana de Sarabia) por En un lugar del Quijote
- 2013 Premio Max Mejor Producción/Empresa de Artes Escénicas (Siglo de Oro, siglo de ahora)
- 2013 Finalista Premio de Teatro Valle-Inclán (Siglo de Oro, siglo de ahora)
- 2013 Premio del Público FIOT Carballo (Siglo de Oro…)
- 2012 Finalistas Premio Max Mejor Espectáculo Musical (Siglo de Oro…)
- 2011 Premio del Público, Mención Especial del Jurado y Mejor Director (Yayo Cáceres) Certamen de Teatro Garnacha (La Rioja) (TIME al tiempo)
- 2009 Finalistas Premio Max Espectáculo Revelación (Mundo y final)
- 2007 Finalistas Premio de Teatro Mayte (Mi misterio del interior)